# Налётов, Игорь Зиновьевич
И́горь Зино́вьевич Налётов (6 октября 1941, Апшеронск, Краснодарский край, СССР — 4 мая 2010, Москва, РФ) — советский и российский философ, специалист в области философии естествознания, теории познания, методологии междисциплинарных исследований. Доктор философских наук, профессор.

## Биография
Окончил физико-математический факультет Уссурийского педагогического института (1963), аспирантуру МГУ по кафедре философии естественных факультетов (1971). Кандидатская диссертация — «Категория связи в естественнонаучном познании» (1971). Докторская диссертация — «Диалектико-материалистическая концепция причинности в современном научном познании» (1979). Работал старшим научным редактором издательства «Прогресс» (1971—1974), консультантом отдела философии журнала «Коммунист» (1974—1980).
В 1980—1984 — профессор кафедры философии Академии общественных наук при ЦК КПСС, в 1984—1987 — консультант отдела философии журнала «Проблемы мира и социализма». С 1989 — заведующий сектором философского диалога ИФ РАН.
1989—2004 гг. — директор НОУ «Институт глобальной интеграции».
2004—2010 гг. — заведующий кафедрой философии НОУ «Институт государственного и корпоративного управления», преподаватель кафедры онтологии и теории познания в Российском университете дружбы народов.
Член Российского Философского Общества.
Супруга: Налётова (девичья фамилия — Керимова) Аделя Джангировна.
Дети: Налётов Кирилл Игоревич, Воронова (девичья фамилия — Налётова) Екатерина Игоревна.

## Наследие
В работах И. З. Налетова устанавливается относительность философского знания, обусловленность этого рода знания рядом факторов, в том числе, социально-историческим контекстом. Сформулировал концепцию «открытой философии».
Налётову принадлежит перевод на русский язык труда Томаса Куна «Структура научных революций».

## Публикации
- Причинность и теория познания. М., 1971.
- Конкретность философского знания. М.:"Мысль", 1986. — 237 с.
- Развитие науки как глобальная проблема // ФН. 1987. № 3.
- Наука и философия в контексте недавнего прошлого // Вопросы истории естествознания и техники. 1990. № 3.
- Парадоксы «диалектического материализма» // Диалектика и догматизм. М., 1991.
- Как быть с исходными принципами // Общественные науки. 1992. № 1.
- Антиподы и близнецы: о двух «мнениях» в философии // Диалектика и диалог. М., 1992.
- Философия : учебник по дисциплине «Философия» для студентов высших учебных заведений, обучающихся по направлениям подготовки и специальностям естественно-научного, технического, социально-гуманитарного профиля Москва : ИНФРА-М, 2007. — 400 с. — ISBN 5-16-002777-7.